# Aeroportul Teruel
Aeroportul Teruel (IATA: TEV, ICAO: LETL) este un aeroport din Teruel, Provincia Teruel, Aragon, Spania ce deservește zona Teruel. A fost deschis în 28 februarie 2013 și numit după zona deservită.
Situat la o altitudine de 1.014 m, aeroportul dispune de 1 pistă.

## Infrastructură

### Piste
Aeroportul dispune de o singură pistă. Pista 18/36 are suprafața de asfalt și dimensiunile 2.539 m × 45 m. 